# 2007-es Salamon-szigeteki földrengés
2007. április 2-án földrengés pusztított a Salamon-szigeteken. Erőssége a Richter-skála szerint, az Amerikai Földtani Intézet (USGS) mérései szerint 7,6 és 8,1 között volt.
A földrengés az USGS mérései szerint helyi idő szerint 7:39-kor történt. A rengés hipocentruma 10 km-re Új-Georgia szigete alatt, Gizótól észak-északnyugati irányba helyezkedett el.
Az első lökéseket három másik követte, melyek közül az egyik a skála szerint 6,2-es erősségű volt.

## Hatása
Jelentések szerint a földrengés hatására kialakult cunami legalább 28 emberéletet követelt; a szökőár a Salamon-szigeteken legkevesebb 30 falut mosott el. Több száz ember maradt fedél nélkül, ezen felül több millióan szenvedtek különböző mértékű sérüléseket. Mentőcsapatok igyekeznek a többi szigetet irányába, mindent megtesznek a további halálos áldozatok elkerülése érdekében. Dél-Choiseulban 10 méter magas hullámok csaptak fel; falvakat, kerteket s egy kórházat is elöntött az áradat.
Körülbelül 900 ház dőlt össze, 500 ember vált hajléktalanná.
A cunami elérte Pápua Új-Guineát, s ott az özönvíz óta nem találnak egy öttagú családot.

## Következmények
Cunamiriadót rendeltek el a Csendes-óceánon, Japánban és Hawaiion. A Meteorológiai Hivatal cunamiriadót adott ki Ausztrália keleti partvidékére, Queenslandtől Tasmaniáig. A parton lévő üdülők bezártak, s az ott lévő embereket magasabban fekvő területekre evakuálták. Mivel a földrengés központja túl közel volt a szigetek partjaihoz, ezért már a hawaii Csendes-óceáni Cunamifigyelő Állomás figyelmeztető jelzése előtt partot ért az áradat.

### Segítség
Ausztrália 2 millió ausztrál dollárt, míg Új-Zéland 500 000 új-zélandi dollárt ajánlott fel, valamint segélyszállítmányt küldött egy katonai repülővel.